# Liste des monuments historiques de Moulins
Cet article recense les monuments historiques de Moulins, en France.

## Statistiques
Moulins compte 52 édifices comportant au moins une protection au titre des monuments historiques, soit 10 % des monuments historiques du département du Allier. 17 édifices comportent au moins une partie classée ; les 35 autres sont inscrits.
Le graphique suivant résume le nombre d'actes de protection par décennies (ou par année avant 1880) :

## Liste
| Monument                                          | Adresse                                   | Coordonnées                      | Notice         | Protection             | Date           | Illustration                                      |
| ------------------------------------------------- | ----------------------------------------- | -------------------------------- | -------------- | ---------------------- | -------------- | ------------------------------------------------- |
| Anciennes Halles                                  | 30 rue François Péron                     | 46° 34′ 02″ nord, 3° 19′ 56″ est | « PA00093186 » | Classé                 | 1939           | Anciennes Halles                                  |
| Basilique-cathédrale Notre-Dame-de-l'Annonciation | Rue Louis Mantin                          | 46° 34′ 00″ nord, 3° 19′ 54″ est | « PA00093188 » | Classé                 | 1875           | Basilique-cathédrale Notre-Dame-de-l'Annonciation |
| Café américain                                    | 23 cours Anatole-France                   | 46° 34′ 05″ nord, 3° 19′ 56″ est | « PA00093187 » | Inscrit                | 1978           | Café américain                                    |
| Centre national du costume de scène               | Route de Montilly                         | 46° 33′ 41″ nord, 3° 19′ 07″ est | « PA00093231 » | Classé                 | 1984           | Centre national du costume de scène               |
| Chapelle Sainte-Claire                            | Rue de la Comédie                         | 46° 34′ 04″ nord, 3° 20′ 00″ est | « PA00093189 » | Inscrit                | 1947           | Chapelle Sainte-Claire                            |
| Château des ducs de Bourbon                       | Rue Louis Mantin                          | 46° 33′ 59″ nord, 3° 19′ 51″ est | « PA00093190 » | Classé                 | 1875           | Château des ducs de Bourbon                       |
| Ancien château d'eau de Moulins                   | 81 rue de Bourgogne                       | 46° 34′ 03″ nord, 3° 20′ 22″ est | « PA00093191 » | Inscrit                | 1932           | Ancien château d'eau de Moulins                   |
| Château de Nomazy                                 | Chemin de Nomazy                          | 46° 32′ 20″ nord, 3° 20′ 11″ est | « PA00093192 » | Inscrit                | 1967           | Château de Nomazy                                 |
| Collège des Jésuites                              | 20 rue de Paris                           | 46° 34′ 07″ nord, 3° 19′ 51″ est | « PA00093193 » | Classé                 | 1943           | Collège des Jésuites                              |
| Confiserie Sérardy                                | 11 rue de Paris                           | 46° 34′ 03″ nord, 3° 19′ 52″ est | « PA03000067 » | Inscrit                | 2022           | Image manquante Téléverser                        |
| Ancienne cour des comptes des ducs de Bourbon     | 9 rue de l'Ancien-Palais                  | 46° 33′ 57″ nord, 3° 19′ 56″ est | « PA00093194 » | Inscrit                | 1986           | Ancienne cour des comptes des ducs de Bourbon     |
| Couvent des Carmes                                | 27 rue Delorme                            | 46° 33′ 45″ nord, 3° 19′ 59″ est | « PA00093195 » | Inscrit                | 1971           | Couvent des Carmes                                |
| Église du Sacré-Cœur                              | Rue Blaise Pascal                         | 46° 33′ 52″ nord, 3° 19′ 40″ est | « PA00093412 » | Inscrit                | 1991           | Église du Sacré-Cœur                              |
| Église Saint-Pierre                               | 29 rue Delorme                            | 46° 33′ 45″ nord, 3° 20′ 01″ est | « PA00093196 » | Classé                 | 1986           | Église Saint-Pierre                               |
| Grand café                                        | 49 place d'Allier                         | 46° 33′ 52″ nord, 3° 19′ 51″ est | « PA00093197 » | Inscrit                | 1978           | Grand café                                        |
| Hôtel de Ballore                                  | 16 cours Anatole-France                   | 46° 34′ 05″ nord, 3° 19′ 56″ est | « PA00093198 » | Inscrit                | 1988           | Hôtel de Ballore                                  |
| Hôtel Chabot                                      | 37 rue de Bourgogne                       | 46° 34′ 01″ nord, 3° 20′ 15″ est | « PA00093199 » | Inscrit                | 1963           | Hôtel Chabot                                      |
| Hôtel de Chavagnac                                | 32 rue de Paris                           | 46° 34′ 10″ nord, 3° 19′ 48″ est | « PA00093200 » | Inscrit                | 1987           | Hôtel de Chavagnac                                |
| Hôtel Demoret et chapelle Babute                  | 71 rue d'Allier                           | 46° 33′ 56″ nord, 3° 20′ 03″ est | « PA00093201 » | Inscrit                | 1929           | Hôtel Demoret et chapelle Babute                  |
| Hôtel Dubuisson de Douzon                         | 3 rue de Paris                            | 46° 34′ 02″ nord, 3° 19′ 53″ est | « PA03000007 » | Inscrit Classé         | 2000           | Hôtel Dubuisson de Douzon                         |
| Hôtel de la Feronnays                             | 7 rue de Paris                            | 46° 34′ 03″ nord, 3° 19′ 52″ est | « PA00093202 » | Inscrit Classé Inscrit | 1927 1942 1977 | Hôtel de la Feronnays                             |
| Hôtel des Feydeau                                 | 61 rue d'Allier                           | 46° 33′ 55″ nord, 3° 19′ 59″ est | « PA00093203 » | Inscrit                | 1929           | Hôtel des Feydeau                                 |
| Hôtel de Garidel                                  | 7 rue Diderot                             | 46° 34′ 02″ nord, 3° 19′ 57″ est | « PA00093422 » | Inscrit                | 1992           | Hôtel de Garidel                                  |
| Hôtel Héron                                       | 44 rue de Paris                           | 46° 34′ 13″ nord, 3° 19′ 46″ est | « PA00093204 » | Inscrit                | 2009           | Hôtel Héron                                       |
| Hôtel de Montlaur                                 | 33, 35, 37 cours Jean-Jaurès              | 46° 34′ 00″ nord, 3° 20′ 07″ est | « PA00093382 » | Inscrit                | 1989           | Hôtel de Montlaur                                 |
| Hôtel de Mora                                     | 26 rue Voltaire                           | 46° 34′ 01″ nord, 3° 20′ 01″ est | « PA00093205 » | Inscrit                | 1985           | Hôtel de Mora                                     |
| Hôtel d'Orvilliers                                | 65 rue d'Allier                           | 46° 33′ 55″ nord, 3° 20′ 00″ est | « PA00093206 » | Inscrit                | 1929           | Hôtel d'Orvilliers                                |
| Hôtel de Rochefort                                | 12 rue Anatole-France Rue des Potiers     | 46° 34′ 05″ nord, 3° 19′ 55″ est | « PA00093207 » | Inscrit                | 1965           | Hôtel de Rochefort                                |
| Hôtel Vic de Pontgibaud                           | 38 rue de Paris                           | 46° 34′ 11″ nord, 3° 19′ 47″ est | « PA00093208 » | Inscrit                | 2008           | Hôtel Vic de Pontgibaud                           |
| Hôtel de ville                                    | 12 place de l'Hôtel de Ville              | 46° 33′ 58″ nord, 3° 20′ 00″ est | « PA00093209 » | Inscrit                | 1987           | Hôtel de ville                                    |
| Immeuble, 155 rue de Bourgogne                    | 155 rue de Bourgogne                      | 46° 34′ 07″ nord, 3° 20′ 38″ est | « PA00093210 » | Inscrit                | 1943           | Immeuble, 155 rue de Bourgogne                    |
| Immeuble, 25 rue de Decize                        | 25 rue de Decize                          | 46° 34′ 14″ nord, 3° 19′ 57″ est | « PA00093211 » | Inscrit Classé         | 1976           | Immeuble, 25 rue de Decize                        |
| Lycée Théodore-de-Banville                        | 12 Cours Vincent d'Indy                   | 46° 34′ 08″ nord, 3° 19′ 44″ est | « PA00093212 » | Classé Inscrit Classé  | 1928 1929 1946 | Lycée Théodore-de-Banville                        |
| Maison, 11 rue de l'Ancien-Palais                 | 11 rue de l'Ancien-Palais                 | 46° 33′ 57″ nord, 3° 19′ 57″ est | « PA00093214 » | Inscrit                | 1927           | Maison, 11 rue de l'Ancien-Palais                 |
| Maison, 38 rue de Bourgogne                       | 38 rue de Bourgogne                       | 46° 34′ 02″ nord, 3° 20′ 14″ est | « PA00093215 » | Inscrit                | 1984           | Maison, 38 rue de Bourgogne                       |
| Maison, 6 rue Felix-Mathé                         | 6 rue Felix-Mathé                         | 46° 33′ 48″ nord, 3° 19′ 30″ est | « PA00093216 » | Inscrit                | 1973           | Maison, 6 rue Felix-Mathé                         |
| Maison, 8 rue Felix-Mathé                         | 8 rue Felix-Mathé                         | 46° 33′ 49″ nord, 3° 19′ 29″ est | « PA00093217 » | Inscrit                | 1973           | Maison, 8 rue Felix-Mathé                         |
| Maison, 10 rue Felix-Mathé                        | 10 rue Felix-Mathé                        | 46° 33′ 49″ nord, 3° 19′ 29″ est | « PA00093218 » | Inscrit                | 1973           | Maison, 10 rue Felix-Mathé                        |
| Maison, 12 rue Felix-Mathé                        | 12 rue Félix-Mathé                        | 46° 33′ 50″ nord, 3° 19′ 29″ est | « PA00093219 » | Inscrit                | 1972           | Maison, 12 rue Felix-Mathé                        |
| Maison, 14 et 16 rue François-Péron               | 14, 16 rue François-Péron                 | 46° 34′ 00″ nord, 3° 19′ 57″ est | « PA00093220 » | Classé                 | 1975           | Maison, 14 et 16 rue François-Péron               |
| Maison, 2 rue Grenier                             | 2 rue Grenier                             | 46° 33′ 59″ nord, 3° 19′ 56″ est | « PA00093222 » | Inscrit                | 1926           | Maison, 2 rue Grenier                             |
| Maison, 23 cours Jean-Jaurès                      | 27 cours Jean-Jaurès                      | 46° 33′ 58″ nord, 3° 20′ 08″ est | « PA00093223 » | Classé Inscrit         | 1969 1970      | Maison, 23 cours Jean-Jaurès                      |
| Maison, 28 rue Michel-de-l'Hôpital                | 28 rue Michel-de-l'Hospital               | 46° 34′ 03″ nord, 3° 20′ 15″ est | « PA00093224 » | Inscrit                | 1984           | Maison, 28 rue Michel-de-l'Hôpital                |
| Musée de la Visitation                            | Rue des Orfèvres Place de l'Ancien-Palais | 46° 33′ 58″ nord, 3° 19′ 56″ est | « PA00093225 » | Inscrit Classé         | 1929 1947      | Musée de la Visitation                            |
| Maison, 16 rue du Pont-Ginguet                    | 16 rue du Pont-Ginguet                    | 46° 33′ 50″ nord, 3° 19′ 32″ est | « PA00093226 » | Inscrit                | 1978           | Maison, 16 rue du Pont-Ginguet                    |
| Maison, 6 rue du Rivage                           | 6 rue du Rivage                           | 46° 33′ 46″ nord, 3° 19′ 36″ est | « PA00093227 » | Classé                 | 1972           | Maison, 6 rue du Rivage                           |
| Maison du Doyenné                                 | 24 rue François-Péron                     | 46° 34′ 01″ nord, 3° 19′ 56″ est | « PA00093221 » | Classé                 | 1938           | Maison du Doyenné                                 |
| Maison de Jeanne d'Arc                            | 2 rue de la Flèche                        | 46° 33′ 55″ nord, 3° 19′ 59″ est | « PA03000024 » | Inscrit                | 2004           | Maison de Jeanne d'Arc                            |
| Maison Mantin                                     | 1, 3 place du Colonel-Laussedat           | 46° 34′ 01″ nord, 3° 19′ 50″ est | « PA00093213 » | Inscrit                | 1986           | Maison Mantin                                     |
| Pavillon d'Anne de Beaujeu                        | Place du Colonel-Laussedat                | 46° 34′ 02″ nord, 3° 19′ 49″ est | « PA00093228 » | Classé                 | 1840           | Pavillon d'Anne de Beaujeu                        |
| Pont Régemortes                                   |                                           | 46° 33′ 43″ nord, 3° 19′ 23″ est | « PA00093229 » | Inscrit                | 1946           | Pont Régemortes                                   |
| Porte de Paris                                    | Rue de Paris                              | 46° 34′ 14″ nord, 3° 19′ 45″ est | « PA00093230 » | Inscrit                | 1929           | Porte de Paris                                    |
| Tour Jacquemart                                   | Place de l'Hotel-de-Ville                 | 46° 33′ 58″ nord, 3° 19′ 57″ est | « PA00093232 » | Classé                 | 1929           | Tour Jacquemart                                   |
| Arche d'essai Freyssinet                          | 145 rue de Lyon                           | 46° 33′ 22″ nord, 3° 20′ 07″ est | « PA03000064 » | Inscrit                | 2021           | Arche d'essai Freyssinet                          |